# Alcohol 120%
Alcohol 120% – aplikacja będąca połączeniem programu do nagrywania płyt CD i DVD z emulatorem wirtualnych napędów. Od wersji 1.9.8.7117 zawiera program A.C.I.D Wizard.

## Obsługiwane formaty
Czyta:
- .mds/.mdf, (ang. Media Descriptor Image file) – domyślne
- .ccd/.img/.sub, plik obrazu programu CloneCD
- .cue/.bin, plik obrazu programu CDRWIN
- .iso, obraz ISO
- .bwt/.bwi/.bws, Blindread
- .cdi, plik obrazu programu DiscJuggler
- .nrg, plik obrazu programu Nero Burning ROM
- .pdi, plik obrazu programu Instant CD/DVD
- .b5t/.b5i, plik obrazu programu Blindwrite V5/V6 (także .b6t/.b6i)
- .isz, plik obrazu programu UltraISO

Zapisuje:
- .mds/.mdf, (ang. Media Descriptor Image file) – domyślne
- .ccd/.img/.sub, plik obrazu programu CloneCD
- .cue/.bin, plik obrazu programu CDRWIN
- .iso, obraz ISO

Pliki DVD można zapisywać tylko w *.mds/.mdf

## Wymagania systemowe
- system operacyjny – Microsoft Windows NT/2000/XP/Vista/7/8/10
- Minimum 32 MB pamięci RAM
- Napęd CD/DVD
- Minimum 10 GB wolnego miejsca na dysku

## Alcohol 52%
Alcohol 52% jest wersją Alcohol 120% bez możliwości wypalania obrazów płyt. Nadal może je tworzyć, i montować w jednym z 31 wirtualnych napędów tak jak robi to Alcohol 120%.
Program domyślnie instaluje pasek narzędzi „Protection Database Search Toolbar” (typowy adware), możliwe jest jednakże jego usunięcie.

## Alcohol 68%
Alcohol 68% (tj. 120-52) był w zamierzeniu wersją Alcohol 120%, która pozwalała wyłącznie na wypalanie obrazów płyt, bez możliwości ich emulacji. Wersja ta nie była popularna i zaprzestano nad nią pracować.

## Nagrody
- European ShareWare Conference 2006 Epsilon Award[1]